# 29. јануар
29. јануар је двадесет девети дан у години у Грегоријанском календару. 336 дана (337 у преступним годинама) остаје у години после овог дана.

## Догађаји
- 1412 — У Новом Брду издат „Закон о рудницима“ деспота Стефана, који садржи драгоцене податке о начину живота српског народа на почетку XV века. Законик значајан документ српске писмености и српског правног система у средњем веку.
- 1635 — Основана је Француска академија, једна од најчувенијих у Европи. Академију основао кардинал Ришеље, министар краља Луја XIII.
- 1676 — Фјодор III је постао цар Русије.
- 1814 — Француска је поразила Русију и Пруску у бици код Бријена.
- 1845 — У „Њујорк ивнинг мирору“ први пут објављена песма Гавран, Едгара Алана Поа, која му је донела светску славу.
- 1850 — Хенри Клеј је представио америчком Конгресу компромис из 1850.
- 1856 — Британска краљица Викторија је установила Викторијин крст, највише британско војно одликовање.
- 1861 — Канзас је примљен у Унију као 34. америчка савезна држава.
- 1863 — Америчка војска је поразила Шошоне у масакру на Медвеђој реци.
- 1886 — Немачки инжењер Карл Бенц патентирао први успешан аутомобил на бензин.
- 1889 — Аустроугарски принц, престолонаследник Рудолф, једини син Франца Јозефа 1, нађен мртав с љубавницом Маријом Вечером у дворцу „Мајерлинг“ крај Беча.
- 1891 — Лилијуокалани је проглашена последњим владаром и једином краљицом Хаваја.
- 1896 — Амерички лекар Емил Граб први употребио терапију зрачењем у лечењу рака плућа, применивши је у Чикагу на пацијенткињи Роуз Ли.
- 1916 — Немци у Првом светском рату први пут бомбардовали Париз из цепелина.
- 1933 — Немачки председник Паул фон Хинденбург именовао Адолфа Хитлера за немачког канцелара. Хитлер званично ступио на дужност дан касније, 30. јануара.
- 1942 — Перу и Боливија потписивањем протокола у Рио де Жанеиру окончали рат почет 1941. због спорне пограничне територије између две земље у подручју амазонске џунгле, али спорно питање тиме није решено.
- 1950 — Почела прва у низу побуна у Јоханезбургу, изазваних расистичком политиком Владе Јужне Африке.
- 1959 — Дански путнички брод „Ханс Хедтофт“ ударио, пловећи поред обала Гренланда, у ледени брег и потонуо. Живот изгубило 95 особа.
- 1963 — Француска ставила вето на улазак Велике Британије у Европску економску заједницу.
- 1964 — У Инзбруку, Аустрија, отворене 9. зимске олимпијске игре.
- 1964 — Премијерно приказан филм „Др Стрејнџлав“, Стенлија Кјубрика.
- 1996 — Венецијанска оперска кућа „Ла Фениче“ изгорела у пожару, други пут у 204 године своје историје.
- 1999 — Контакт-група позвала власти Србије и представнике косовских Албанаца да до 6. фебруара приступе мировним преговорима у француском замку Рамбује у близини Париза.
- 2002 — Председник САД Џорџ Буш изјавио у Конгресу САД да почиње рат против тероризма и упозорио да „Осовина зла“, коју чине Иран, Ирак и Северна Кореја, прети миру у свету.
- 2002 — У Кабулу се завијорила стара авганистанска застава, први пут од комунистичког преврата 1978. који је означио почетак 23-годишњег периода ратова и криза у земљи.
- 2021 — Демонстрације: Најмање 350 особа је повређено у сукобима полиције и демонстраната у Триполију.

## Рођења
- 1773 — Фридрих Мос, немачки геолог и минералог. (прем. 1839)[1]
- 1782 — Данијел Франсоа Еспри Обер, француски композитор. (прем. 1871)[2]
- 1860 — Антон Чехов, руски писац и драматург. (прем. 1904)[3][4]
- 1866 — Ромен Ролан, француски књижевник, драматург и музиколог, добитник Нобелове награде за књижевност (1915). (прем. 1944)[5]
- 1900 — Марко Тајчевић, српски композитор, музиколог и музички критичар. (прем. 1984)[6]
- 1918 — Џон Форсајт, амерички глумац. (прем. 2010)[7]
- 1926 — Абдус Салам, пакистански физичар, добитник Нобелове награде за физику (1979). (прем. 1996)[8]
- 1934 — Бранко Миљковић, српски песник, есејиста и преводилац. (прем. 1961)[9]
- 1940 — Кетрин Рос, америчка глумица и списатељица.[10]
- 1945 — Том Селек, амерички глумац, продуцент и војни ветеран.[11]
- 1948 — Зоран Реџић, босанскохерцеговачки музичар, најпознатији као басиста групе Бијело дугме.
- 1948 — Марк Сингер, канадско-амерички глумац.
- 1950 — Ен Џилијан, америчка глумица.[12]
- 1954 — Опра Винфри, америчка ТВ водитељка, глумица и продуценткиња.[13]
- 1960 — Џија Каранџи, амерички модел. (прем. 1986)[14]
- 1966 — Ромарио, бразилски фудбалер и фудбалски тренер.[15]
- 1966 — Горан Стојановић, југословенски рукометаш и рукометни тренер.[16]
- 1969 — Саша Обрадовић, српски кошаркаш и кошаркашки тренер.[17]
- 1970 — Хедер Грејам, америчка глумица.[18]
- 1981 — Дарио Лопилато, аргентински глумац.[19]
- 1985 — Раг'н'Боун Мен, енглески музичар.[20]
- 1985 — Никола Рађен, српски ватерполиста.[21]
- 1986 — Симон Вукчевић, црногорски фудбалер.[22]
- 1990 — Мајк Цирбес, немачки кошаркаш.[23]
- 1994 — Вукан Савићевић, црногорски фудбалер.[24]
- 1995 — Милена Радуловић, српска глумица.[25]
- 1996 — Кенан Карахоџић, босанскохерцеговачко-српски кошаркаш.[26]

## Смрти
- 1430 — Андреј Рубљов, руски сликар (рођ. отприлике 1360)[27]
- 1820 — Џорџ III, краљ Уједињеног Краљевства (рођ. 1738)[28]
- 1848 — Јаков Јакшић, устанички командант, управник штампарије и трговац, први надзорник пошта у Србији. (рођ. 1774)[29]
- 1899 — Алфред Сисли, француски сликар, импресиониста. (рођ. 1839)[30]
- 1934 — Фриц Хабер, немачки хемичар. (рођ. 1868)[31]
- 1934 — Бранимир Ћосић, књижевник. (рођ. 1903)[32]
- 1941 — Јоанис Метаксас, грчки генерал и државник. (рођ. 1871)[33]
- 1994 — Улрике Мајер, двострука светска првакиња у скијању. (рођ. 1967)[34]
- 1995 — Јанош Херцег, војвођански писац, уредник и преводилац на мађарском језику. (рођ. 1909)[35]
- 2001 — Жан Пјер Омон, истакнут француски позоришни и филмски глумац. (рођ. 1917)[36]
- 2005 — Ефраим Кишон, израелски писац-сатиричар, драматург и редитељ. (рођ. 1924)[37]
- 2005 — Жика Митровић, српски филмски режисер и сценариста. (рођ. 1921)[38]
- 2019 — Драшко Ређеп, српски књижевник. (рођ. 1935)[39]
- 2020 — Благоја Георгијевски, југословенски кошаркаш. (рођ. 1950)[40]

## Празници и дани сећања
- Српска православна црква слави:
  - Часне вериге Светог апостола Петра
  - Свете мученике Певсипа, Елевсипа, Малевсипа и бабу им Леонилу
  - Преподобног мученика Дамаскина Габровског
  - Преподобног Ромила